# Bohumil Kafka
Pour les articles homonymes, voir Kafka (homonymie).
Bohumil Kafka, né le 14 février 1878 à Nová Paka (alors en Autriche-Hongrie) et décédé le 24 novembre 1942 à Prague, est un sculpteur tchécoslovaque.

## Biographie
Après des études à l'École des arts appliqués de Prague, il part vivre à Paris où il fait la connaissance d'Auguste Rodin.
Son œuvre la plus connue est la statue équestre de Jan Žižka pour le Mémorial national de Vítkov.

## Œuvre

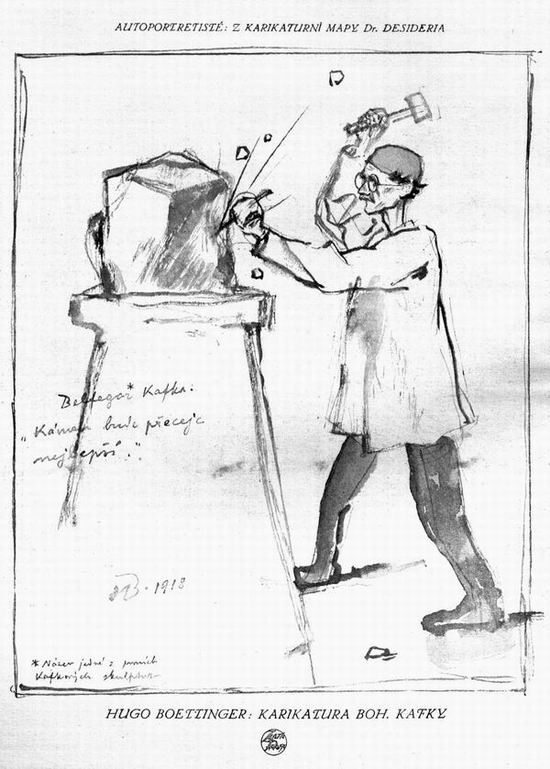
Hugo Boettinger, Bohumil Kafka (1913)
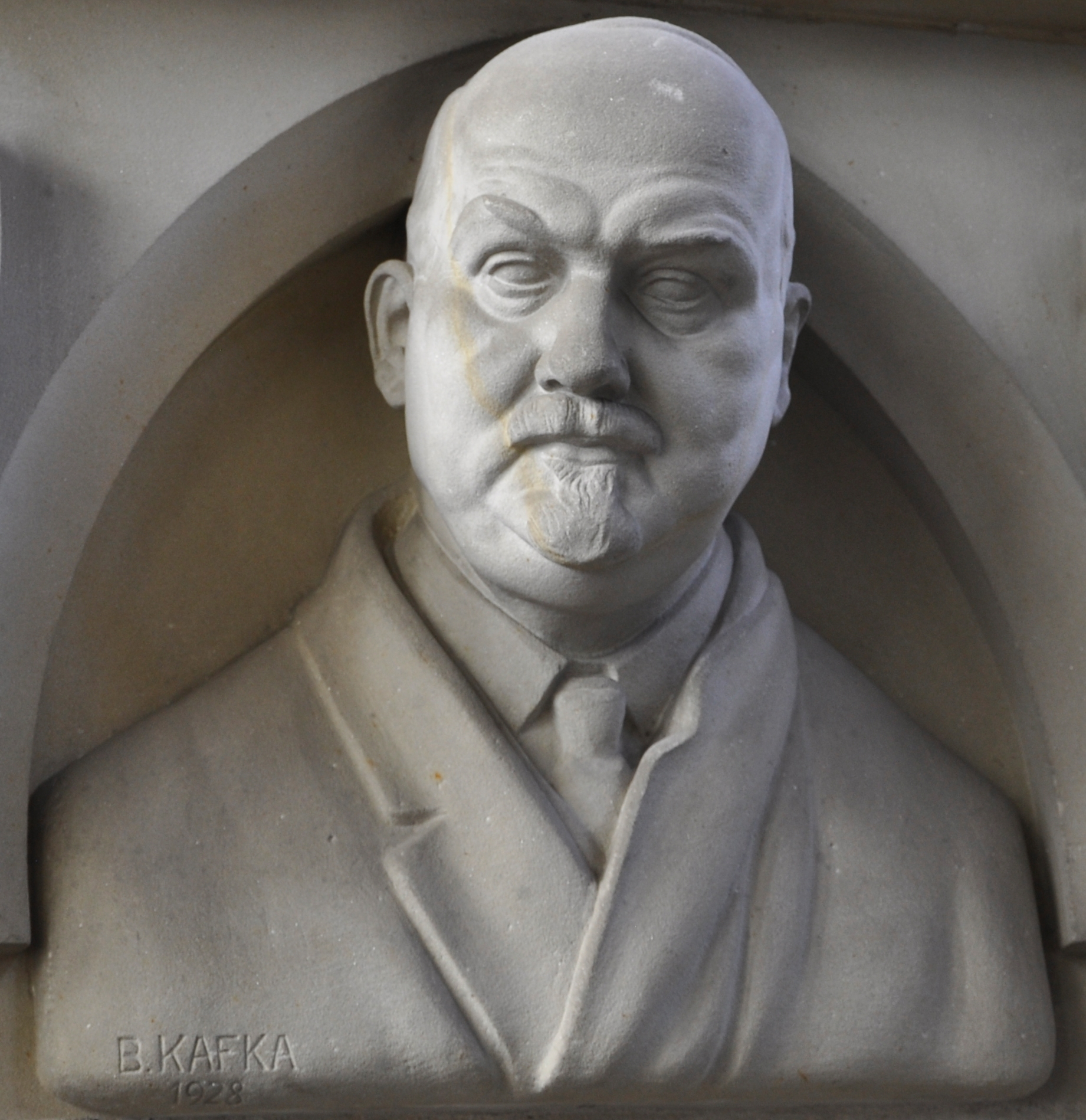
Buste de Kamil Hilbert, 1928
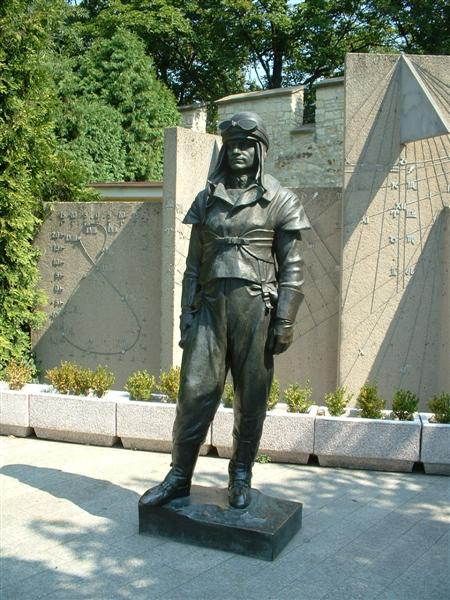
Statue de Milan Rastislav Štefánik sur la colline de Petřín à Prague

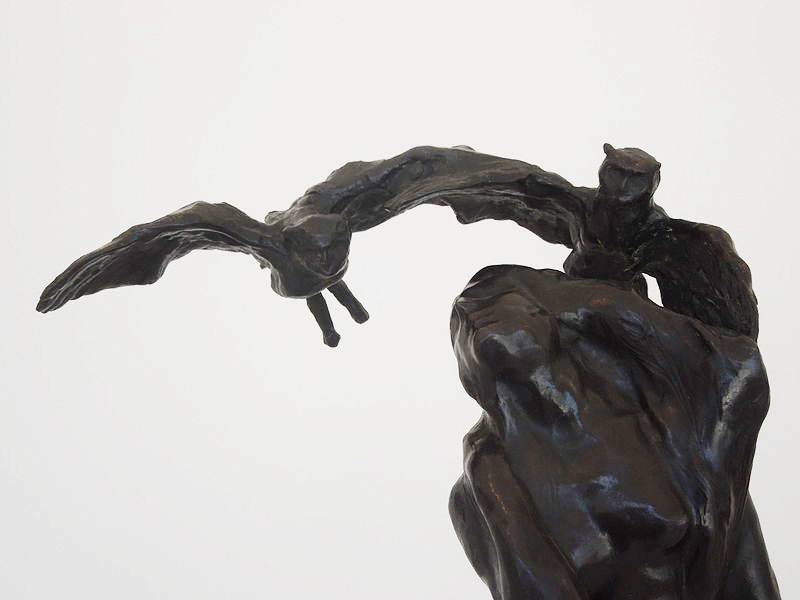
Somanmbule, 1906
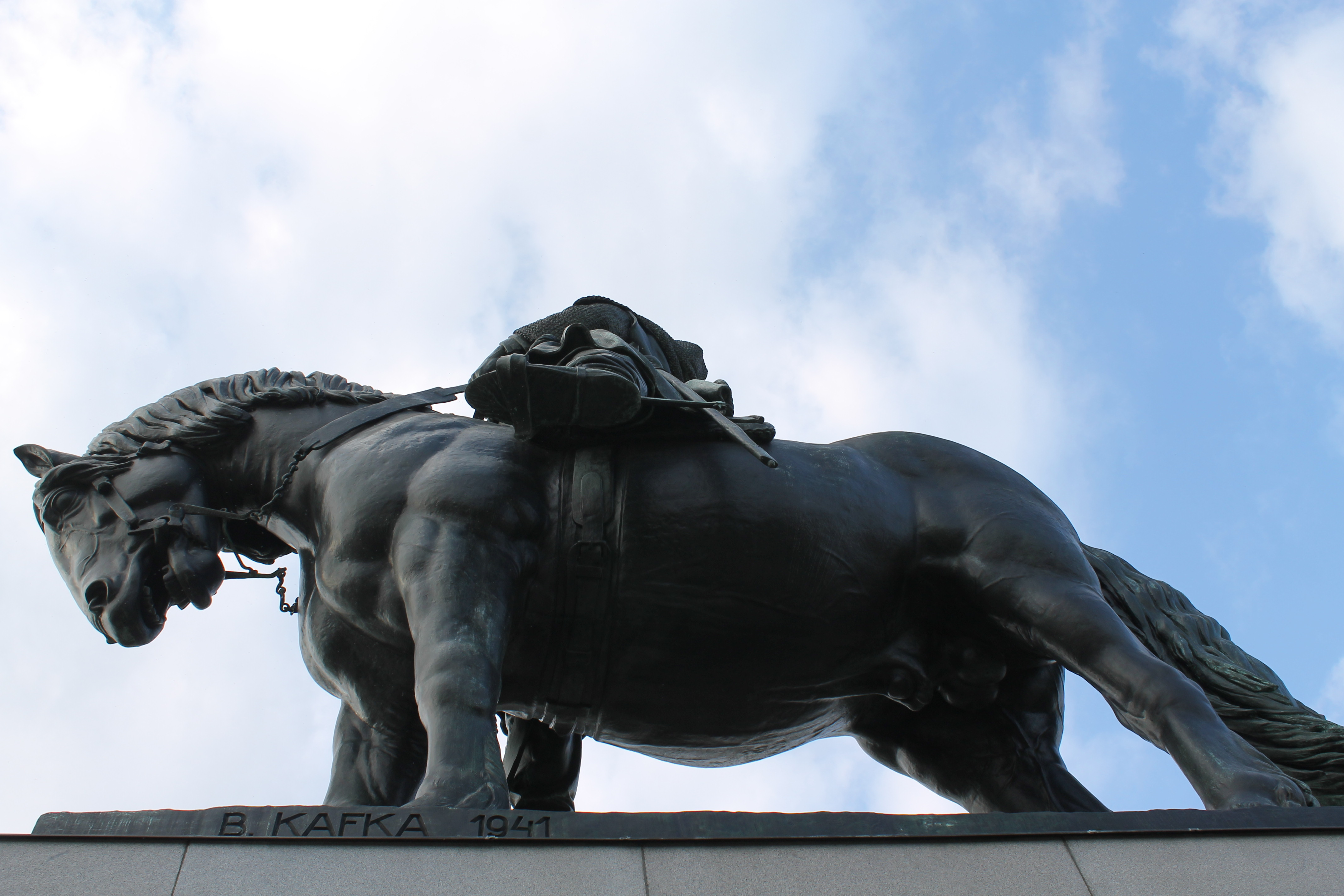
Statue équestre de Jan Žižka (1941)
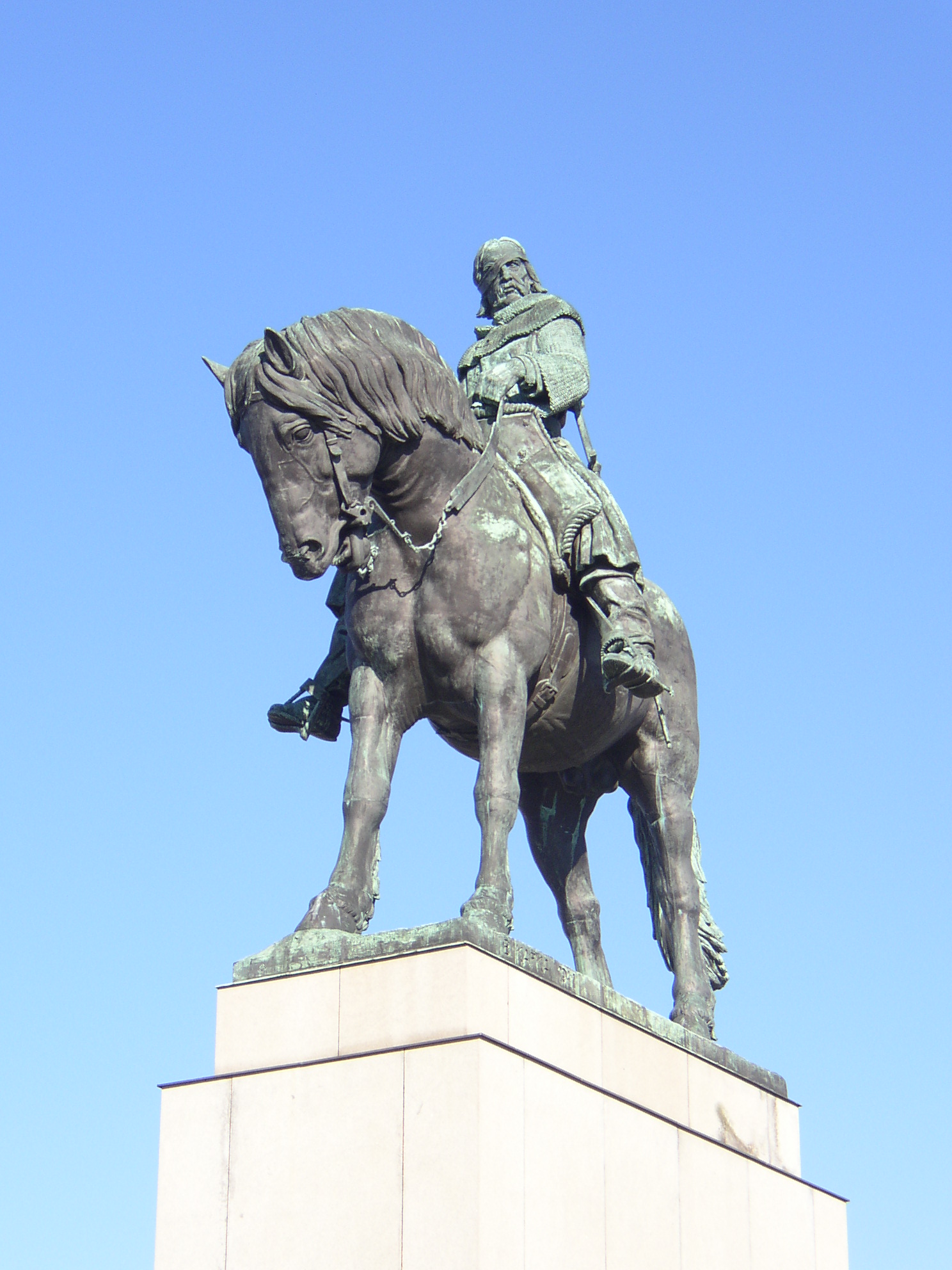
Jan Žižka au Mémorial national de Vítkov (Prague)
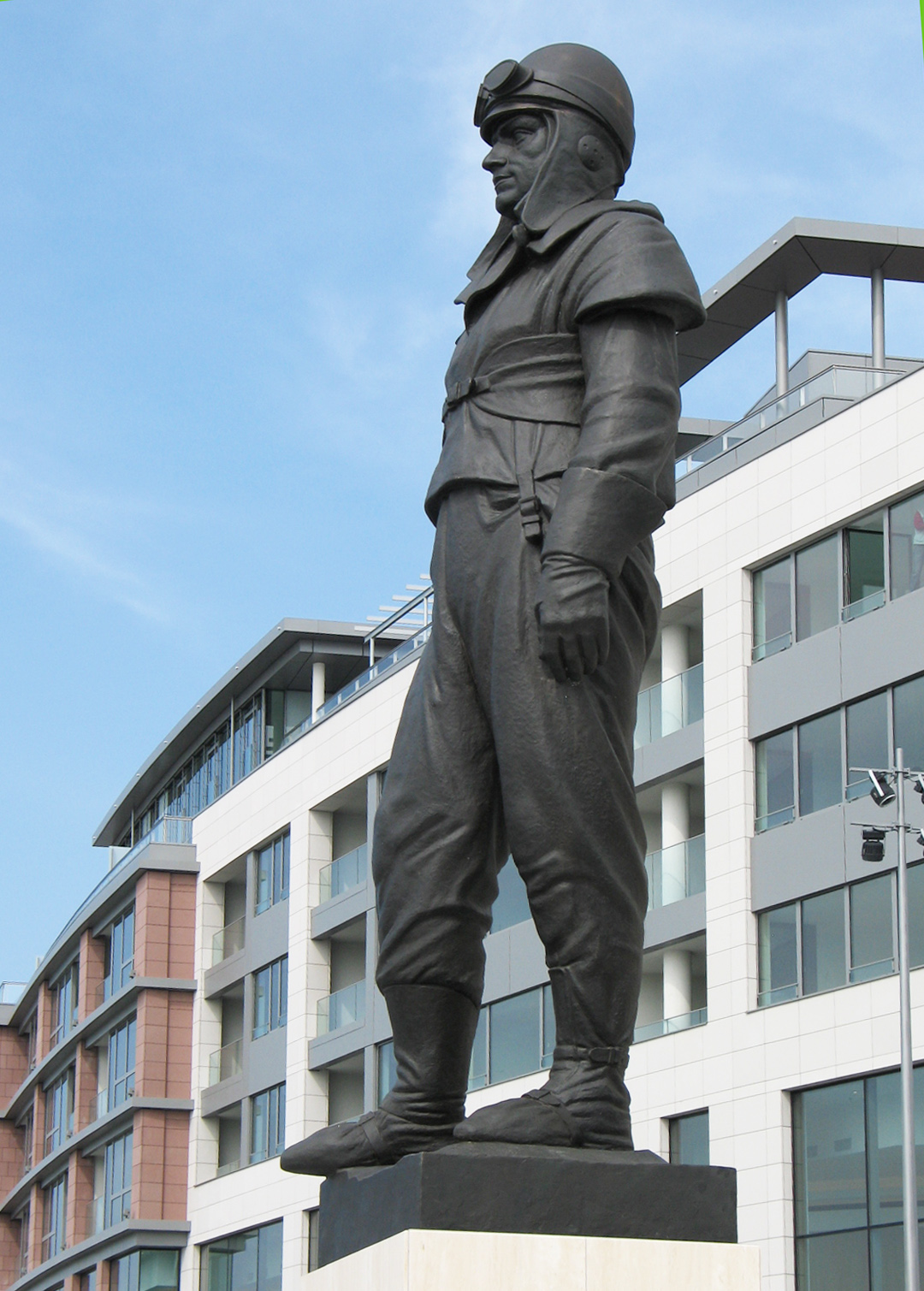
Mémorial de Bratislava au général Milan Rastislav Stefanik